# 秦佑国
秦佑国（1943年12月29日—2021年2月24日），男，江苏江都人，中国建筑学家，一级注册建筑师，清华大学建筑学院原院长。

## 生平
1943年12月29日（农历腊月初三）出生于上海。父母为工人，14、15岁时从农村到上海工作。一家人住在新乐路亨利坊。1949年在陕西南路的打工子弟学校读书，同年5月上海解放后考入向贫民招生的“富家子弟”阜春小学，1952年小学三年级没读完就被送回苏北江都县农村老家，成了留守儿童，在村里初小继续上学，再到镇上读高小。1955年7月小学毕业后，考取县城江都师范附设初中班，一年后被统一转到新办的江都县大桥中学。1958年初中毕业时，获得唯一一个保送生名额，免试进入扬州中学读高中。
1961年考入清华大学建筑学专业（六年制），五年级时到延庆县下板泉村里参加四清运动，担任工作队员，直到1966年6月文化大革命开始后回到清华大学。1968年9月，在推迟一年后，由工宣队主持毕业离校，分配至上海崇明岛解放军部队农场劳动锻炼。1970年5月到湖北省阳新县邮电部五三六厂，从事建厂工作。1978年回清华大学读建筑技术科学专业研究生，师从车世光，从事建筑声学研究。毕业后留校工作，历任建筑物理实验室主任、教研组主任、建筑技术科学研究所主任等职。1988年评为副教授，1990年破格晋升教授。1990年3月起任清华大学建筑学院副院长。1996年9月至1997年3月赴美国哈佛大学担任高级访问学者。1997年至2004年，任清华大学建筑学院院长。2005年9月起任建筑学院学术委员会主任。
2013年6月14日加入当代置业董事会，担任独立非执行董事，之后又担任薪酬委员会主席兼审核委员会成员。
2021年2月24日晚在北京逝世。

## 学术兼职
- 国务院学位委员会建筑学学科评议组成员（1997年－2008年）
- 全国高等学校建筑学专业教育评估委员会主任（1999年－2009年）
- 中国建筑学会建筑物理分会理事长（2004年10月－2012年10月）
- 中国建筑学会绿色建筑专业委员会主任
- 北京绿色建筑促进会主任
- 中国声学学会环境声学委员会副主任

## 荣誉
- 清华大学优秀共产党员（1991年）
- 清华大学教书育人奖（2003年）
- 北京市优秀教师（2004年）
- 北京市教育创新标兵（2005年）
- 第二届中国建筑学会建筑教育奖（2006年）
- 清华新百年基础教学教师奖（2016年）[6]
- 福州大学建筑学院名誉院长